# Jonstorp
För andra betydelser, se Jonstorp (olika betydelser).

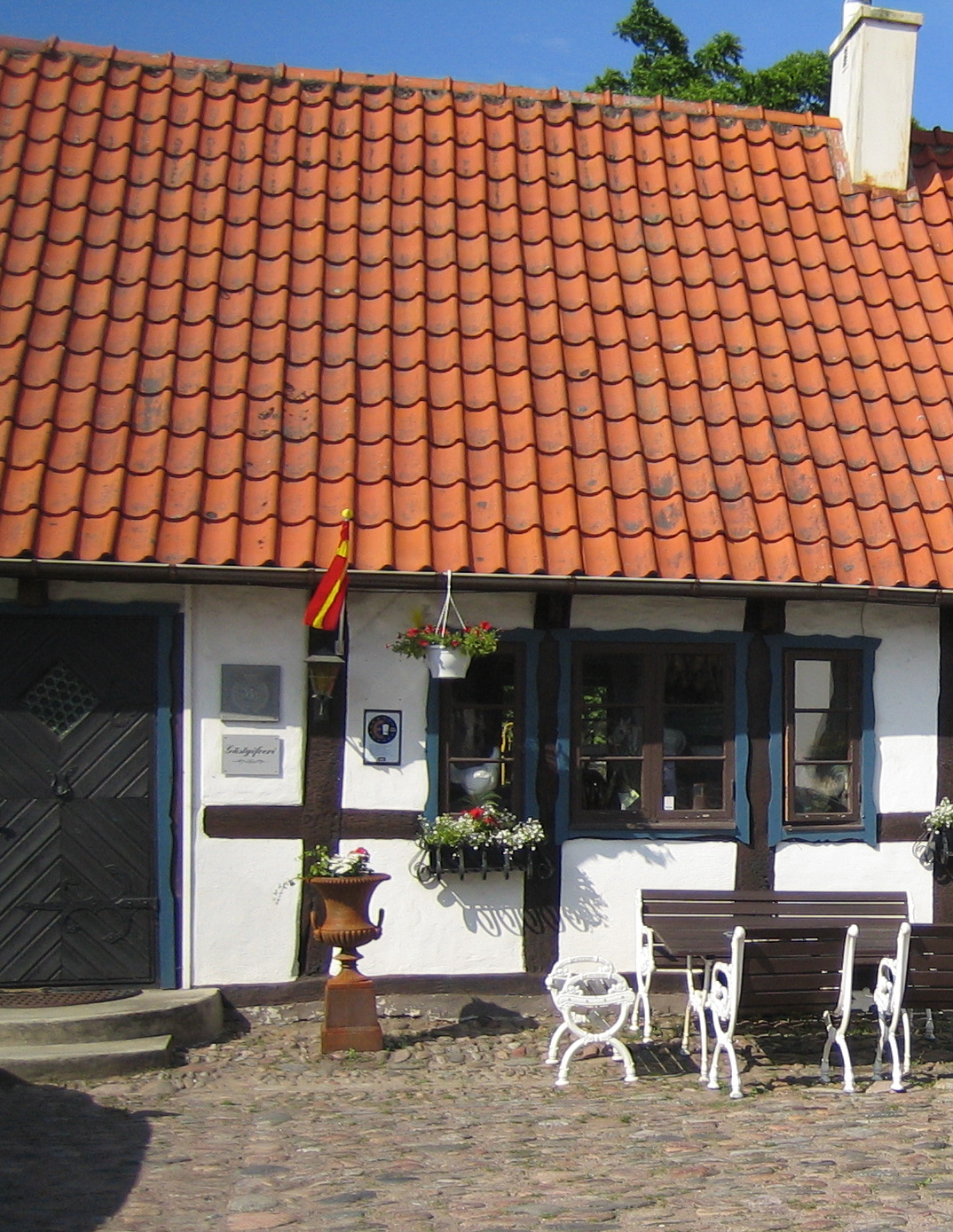
Tunneberga gästgivaregård

Jonstorp är en tätort i Höganäs kommun och kyrkby i Jonstorps socken i nordvästra Skåne belägen vid Skäldervikens strand. Den nordöstra delen av Jonstorp räknades år 2000 av SCB som en separat småort, Jonstorp (nordöstra delen).

## Befolkningsutveckling
| Befolkningsutvecklingen i Jonstorp 1960–2020 | Befolkningsutvecklingen i Jonstorp 1960–2020 | Befolkningsutvecklingen i Jonstorp 1960–2020 | Befolkningsutvecklingen i Jonstorp 1960–2020 | Befolkningsutvecklingen i Jonstorp 1960–2020 |
| -------------------------------------------- | -------------------------------------------- | -------------------------------------------- | -------------------------------------------- | -------------------------------------------- |
|                                              |                                              |                                              |                                              |                                              |
| År                                           |                                              |                                              | Folkmängd                                    | Areal (ha)                                   |
| 1960                                         | 1960                                         |                                              | 401                                          |                                              |
| 1965                                         | 1965                                         |                                              | 451                                          |                                              |
| 1970                                         | 1970                                         |                                              | 694                                          |                                              |
| 1975                                         | 1975                                         |                                              | 980                                          |                                              |
| 1980                                         | 1980                                         |                                              | 1 253                                        |                                              |
| 1990                                         | 1990                                         |                                              | 1 501                                        | 125                                          |
| 1995                                         | 1995                                         |                                              | 1 539                                        | 132                                          |
| 2000                                         | 2000                                         |                                              | 1 519                                        | 133                                          |
| 2005                                         | 2005                                         |                                              | 1 771                                        | 146                                          |
| 2010                                         | 2010                                         |                                              | 1 880                                        | 147                                          |
| 2015                                         | 2015                                         |                                              | 1 972                                        | 192                                          |
| 2020                                         | 2020                                         |                                              | 2 130                                        | 196                                          |
|                                              |                                              |                                              |                                              |                                              |

## Samhället
I Jonstorp ligger Jonstorps kyrka, Globen, Tunneberga Gästgivaregård, samt STF Vandrarhem Jonstorp, i fastigheten Bläsinge 1:11 som tidigare var ett hem för döva och blinda. Här finns även en F-9 skola, invigd 1998. 

## Evenemang
Den 6 juni varje år arrangerar Byalaget Nationaldagen, samt traditionellt midsommarfirande på midsommarafton. Firandet sker på den gemensamma samlingsplatsen Gerdas äng. Under första helgen i juli arrangeras Kullamarknaden med tivoli och knallar. 

## Idrott
Byn har en gymnastikförening med tävlande truppgymnaster, Jonstorps GF, samt en ishockeyförening, Jonstorps IF. Hampus Lindholm, Daniel Zaar, Torgny Löwgren, och Fabian Brunnström är exempel på proffsspelare som började sin ishockeykarriär där.

## Personer från orten
Skådespelaren Edvard Persson bodde i Rekekroken utanför Jonstorp från 1950 fram till sin död och ligger begravd på Jonstorps kyrkogård.